# Serviço público

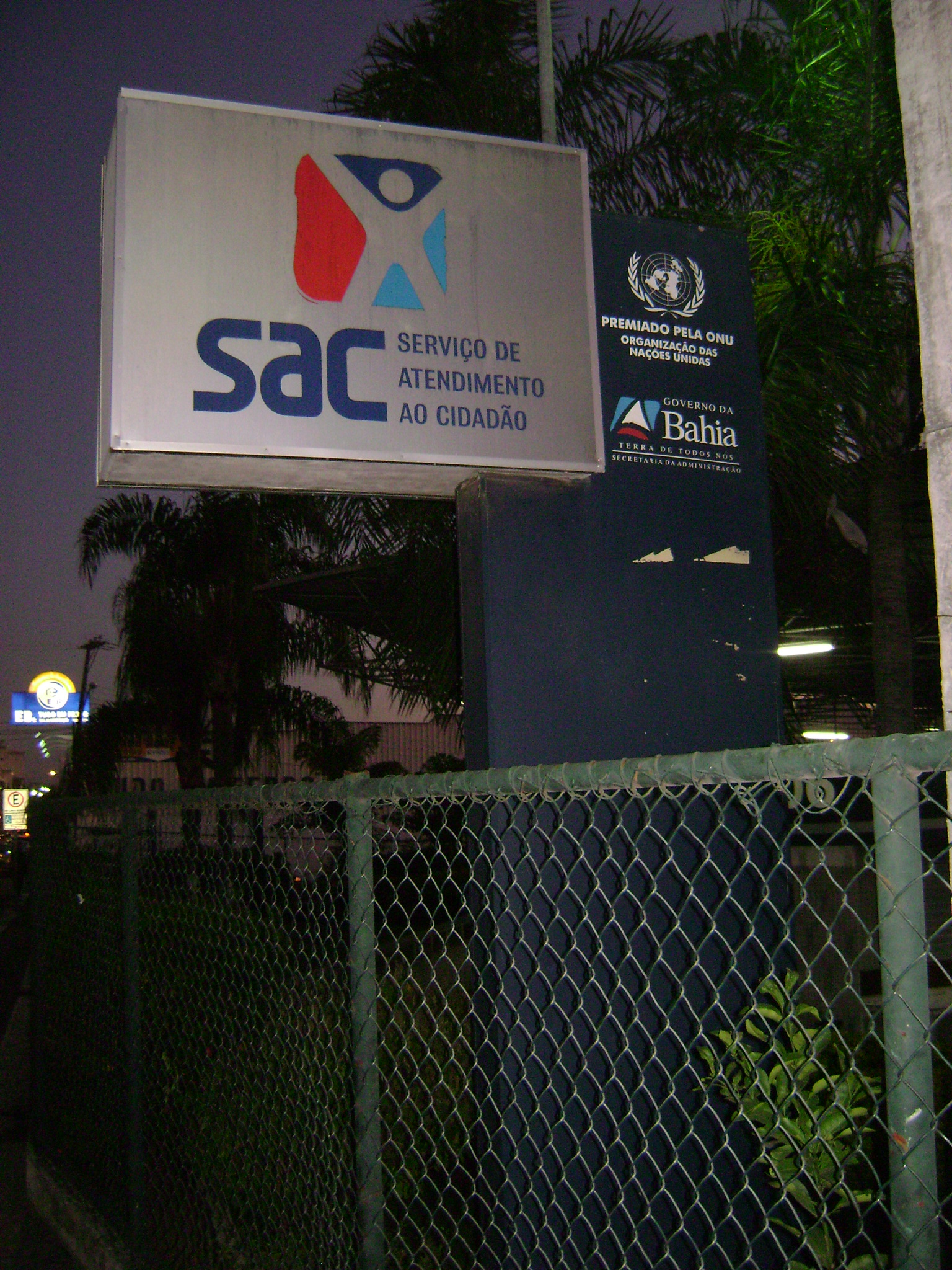
Serviço de Atendimento ao Cidadão do Governo da Bahia, onde são oferecidas diversas modalidades de serviço público.

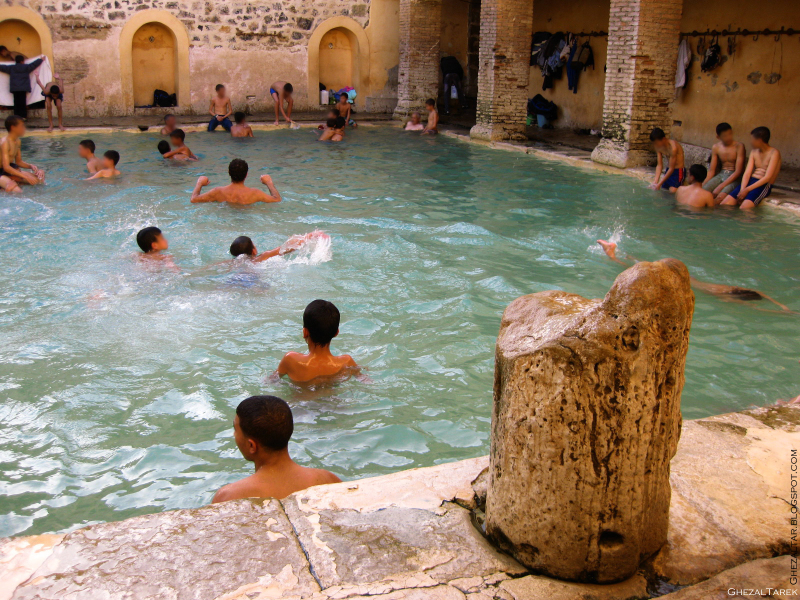
Banhos públicos romanos.

Serviço público é um serviço que é fornecido para pessoas que vivem dentro de sua jurisdição, seja diretamente, por um órgão público, ou indiretamente, por  empresas concessionárias de serviços públicos. O termo está associado a um consenso social (geralmente expresso por meio de eleições democráticas) de que certos serviços devem estar disponíveis a todos, independentemente da renda, da capacidade física ou da inteligência.
Mesmo quando os serviços públicos não são nem fornecidos publicamente nem financiados publicamente, por razões sociais e políticas eles estão geralmente sujeitos à regulamentação indo além do que se aplica à maioria dos setores econômicos. Políticas públicas quando feitas no interesse do público e motivações podem fornecer serviços públicos. O serviço público também é um curso que pode ser estudado em uma faculdade ou universidade. Exemplos de serviços públicos são brigada de incêndio, polícia, força aérea e paramédicos.

## Setores
Os serviços públicos podem estar associados a direitos humanos fundamentais (como o direito à água). O Corpo de Bombeiros Voluntários e o Corpo de Ambulâncias. são instituições com a missão de servir a comunidade. Um serviço está ajudando outras pessoas com necessidades ou desejos específicos. Aqui, o atendimento varia de um médico curando uma doença, a um reparador, a uma despensa de alimentos.
Nos países desenvolvidos modernos, o termo "serviços públicos" (ou "serviços de interesse geral") incluem frequentemente:
- Tribunais;
- Eletricidade;
- Educação, por exemplo, escolas estatais (públicas), universidades públicas, etc.;
- Serviços de emergência, (por exemplo, Bombeiro, polícia, defesa civil, etc.);
- Proteção ambiental;
- Cuidados de saúde;
- Militar;
- Transporte público;
- Edifícios públicos;
- Serviços sociais (por exemplo, habitação pública, assistência social, subsídios alimentares, etc.);
- Telecomunicações;
- Planejamento urbano;
- Infraestrutura de transporte;
- Gerenciamento de resíduos (por exemplo, águas residuais, resíduos sólidos, reciclagem, etc.);
- Rede de abastecimento de água.

## Administração pública
Nas democracias modernas, o serviço público é frequentemente executado por empregados contratados por funcionários eleitos. As agências governamentais não são orientadas para o lucro e seus funcionários são motivados de maneira muito diferente. Estudos de seu trabalho encontraram resultados contrastantes, incluindo níveis mais altos de esforço e menos horas de trabalho. Uma pesquisa no Reino Unido descobriu que os gerentes de contratação do setor privado não creditam a experiência do governo tanto quanto a experiência do setor privado. Os trabalhadores públicos tendem a ganhar menos em salários quando se ajustam à educação, embora essa diferença seja reduzida quando os benefícios e as horas são incluídos. Os funcionários públicos têm outros benefícios intangíveis, como maior segurança no emprego.

## Características
Um serviço público pode às vezes ter as características de um bem público (sendo não rival e não excluível), mas a maioria são serviços que podem (de acordo com as normas sociais vigentes) ser sub-fornecidos pelo mercado. Na maioria dos casos, os serviços públicos são  serviços, ou seja, não envolvem a fabricação de bens. Eles podem ser fornecidos por monopólios locais ou nacionais, especialmente em setores que são monopólios naturais.
Elas podem envolver resultados que são difíceis de atribuir ao esforço individual específico ou difíceis de medir em termos de características-chave, como qualidade. Eles geralmente exigem altos níveis de treinamento e educação. Eles podem atrair pessoas com um ethos de serviço público que desejam dar algo ao público em geral ou à comunidade através de seu trabalho.

## Histórico
Os órgãos diretivos há muito tempo fornecem serviços públicos básicos. A tradição de manter os cidadãos seguros através da defesa militar organizada data de pelo menos quatro mil anos atrás.
A manutenção da ordem através da autoridade delegada local originou-se pelo menos desde o período dos Estados Combatentes (5º a 3º séculos a.C.) na China antiga com a instituição de 'xian' (prefeituras) sob o controle de um centralmente nomeado prefeito. A evidência histórica da provisão estatal de resolução de disputas através de um sistema legal / judicial remonta pelo menos ao antigo Egito.
Um serviço público primário na história antiga envolvia assegurar o favor geral dos deuses através de uma religião teológica e cerimonialmente correta.

## Nacionalização
Nacionalização decolou após a Guerra Mundial da primeira metade do século XX. Em toda a Europa, devido às demandas extremas das indústrias e da economia, o planejamento [central] foi necessário para tornar a produção maximamente eficiente. Muitos serviços públicos, especialmente eletricidade, gás e transporte público são produtos desta época. Após a Segunda Guerra Mundial, muitos países também começaram a implementar saúde universal e expandiram educação sob o financiamento e orientação do estado.

## Privatização

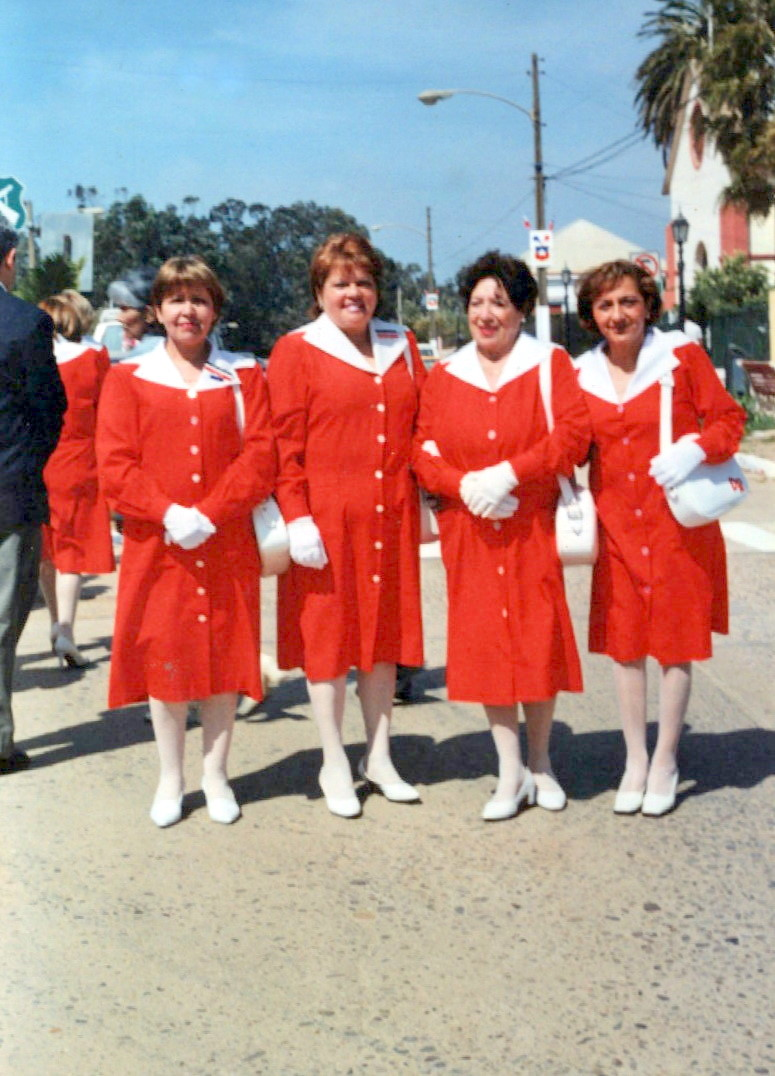
Um grupo de 'Damas de Rojo' do Chile, voluntárias de um hospital local.

Existem várias maneiras de privatizar os serviços públicos. Uma corporação de livre mercado pode ser estabelecida e vendida a investidores privados, abandonando completamente o controle do governo. Assim, torna-se um serviço privado (não público). Outra opção, usada nos países nórdicos, é estabelecer uma corporação, mas manter a propriedade ou o poder de voto essencialmente nas mãos do governo. Por exemplo, a  estado finlandês detinha 49% da Kemira até 2007, sendo o restante propriedade de investidores privados. Uma parcela de 49% não a tornou uma "empresa do governo", mas significava que todos os outros investidores juntos teriam que se opor à opinião do Estado a fim de anular as decisões do estado na assembleia de acionistas. A corporação regulada também pode adquirir permissões no contrato para cumprir certas obrigações de serviço público. Quando uma corporação privada administra um [monopólio natural], a corporação é tipicamente fortemente regulamentada, para evitar o abuso do poder de monopólio. Por fim, o governo pode comprar o serviço no mercado livre. Em muitos países, a medicação é oferecida dessa maneira: o governo reembolsa parte do preço da medicação. Além disso, o tráfego de ônibus, eletricidade, saúde e gestão de resíduos são privatizados dessa maneira. Uma inovação recente, usada no Reino Unido cada vez mais, assim como a Austrália e o Canadá, é a parceria público-privada. Isso envolve dar uma longa concessão a consórcios privados em troca de infraestrutura de financiamento parcial.

## Por país

### Brasil
No Brasil a lei 7 783 lista serviços que considera essenciais para fins de regular o direito de greve. São eles:
- tratamento e abastecimento de água; produção e distribuição de energia elétrica, gás e combustíveis;
- assistência médica e hospitalar;
- distribuição e comercialização de medicamentos e alimentos;
- funerários;
- transporte coletivo;
- captação e tratamento de esgoto e lixo;
- telecomunicações;
- guarda, uso e controle de substâncias radioativas, equipamentos e materiais nucleares;
- processamento de dados ligados a serviços essenciais;
- controle de tráfego aéreo;
- compensação bancária.

#### Doutrina jurídica
Maria Sylvia de Pietro conceitua Serviço Público como “toda atividade material que a lei atribui ao Estado para que a exerça diretamente ou por meio de seus delegados, com o objetivo de satisfazer concretamente às necessidades coletivas, sob regime jurídico total ou parcialmente de direito público”.
Já Hely Lopes Meirelles define que “Serviço público é todo aquele prestado pela Administração ou por seus delegados, sob normas e controles estatais, para satisfazer necessidades essenciais ou secundárias da coletividade, ou simples conveniências do Estado”.
Ao se conceituar Serviço Público, pode-se considerar os aspectos: subjetivo ou orgânico (consistente na presença direta ou indireta do Estado), material ou objetivo (relativo às atividades de interesse coletivo), formal ou do regime jurídico exorbitante (configurado no procedimento de direito público).
O Serviço Público se fundamenta sobre alguns princípios básicos, quais sejam: generalidade; continuidade; universalidade; eficiência e; modicidade tarifária.
Cabe ressaltar também alguns dos princípios a serem observados nos regimes de contratação dos serviços públicos, quer sejam: a imposição de prazos rigorosos ao contraente; a aplicação da teoria da imprevisão, para recompor o equilíbrio econômico-financeiro do contrato e permitir a continuidade do serviço; a inaplicabilidade da exceptio non adimpleticontractus contra a Administração; o reconhecimento de privilégios para a Administração, como o de encampação, o de uso compulsório dos recursos humanos e materiais da empresa contratada, quando necessário para dar continuidade à execução do serviço.
Já no desenvolvimento do serviço, mediante exercício da Função Pública, cabe observar o princípio da continuidade, exemplificado nas normas que exigem a permanência do servidor em serviço, quando pede exoneração, pelo prazo fixado em lei; nos institutos da substituição, suplência e delegação; a proibição do direito de greve.
Outros princípios expressivos são os princípios da mutabilidade do regime jurídico ou flexibilidade dos meios aos fins e o da igualdade dos usuários.
Há críticas a esses aspectos ou critérios, pois com mudanças na Administração Pública, algumas dessas formas de se conceituar Serviço Público se mostraram insuficiente. Assim, alguns autores falam sobre uma crise na noção de serviço público, mas o que acontece é que houve uma evolução na conceituação de serviço público, à medida que a própria função pública foi evoluindo. Os três elementos que compõem a definição - subjetivo, material e formal - permanecem, porém, com sensíveis diferenças em relação à sua concepção original.
Aspecto Subjetivo ou Orgânico: considera a pessoa jurídica prestadora da atividade - o serviço público seria aquele prestado pelo Estado. Ao falar sobre esse critério, o professor João Batista Gomes Moreira diz que "a fragilidade do primeiro critério reside em que o serviço público tanto pode ser prestado diretamente, pelas entidades da administração, como indiretamente, por meio de concessionários e permissionários e, wm alguns casos, por entidades simplesmente autorizadas (serviços públicos não privativos: educação, saúde, previdência e assistência social), neste caso com ou sem incentivo do poder público".
Aspecto Formal ou do Regime Jurídico Exorbitante: o serviço público seria aquele exercido sob regime de direito público derrogatório e exorbitante do direito comum. Sob o aspecto formal, é serviço público a atividade a que a Constituição e a lei atribuem o mencionado regime. Aponta o professor João Batista: "em contraponto a esse aspecto, pondera-se que as prerrogativas e restrições especiais não são exclusivas do setor público: uma atividade mesmo desenvolvida sem vinculação com a administração pode eventualmente ser contemplada com prerrogativa legal, como a isenção tributária, derrogatória do regime normalmente aplicado, com vistas à satisfação do interesse público, ou seja, desde que exista fim público a alcançar em correlação lógica com um fator diferencial socialmente aceitável".
Aspecto Material ou Objetivo: considera a atividade exercida - o serviço público seria a atividade que tem por objeto a satisfação de necessidades coletivas. Sobre tal critério, o professor João Batista diz: "segundo a crítica, além de fugir ao caráter estritamente jurídico, também resulta deficiente em face da imprecisão do conteúdo de atividade essencial, conceito tipicamente indeterminado".
Ainda a doutrina jurídica brasileira define alguns princípios básicos para a prestação do serviço público:
- Princípio da Generalidade e da Universalidade: "Os serviços públicos devem ser prestados com a maior amplitude possível, ou seja, deve beneficiar o maior número possível de indivíduos. Além disso, devem ser prestados sem discriminação entre os beneficiários, quando tenham estes as mesmas condições técnicas e jurídicas para a fruição. Cuida-se de aplicação do princípio da isonomia ou, mais especificamente, da impessoalidade (art. 37, CF)".[17]
- Princípio da Continuidade: "indica que os serviços públicos não devem sofrer interrupção, ou seja, sua prestação deve ser contínua para evitar que a paralisação provoque, como às vezes ocorre, colapso nas múltiplas atividades particulares. A continuidade deve estimular o Estado ao aperfeiçoamento e à extensão do serviço, recorrendo, quando necessário, às modernas tecnologias, adequadas à adaptação da atividade às novas exigências sociais".[17]
- Princípio da Eficiência: "Deve o Estado prestar seus serviços com a maior eficiência possível. Conexo com o princípio da continuidade, a eficiência reclama que o Poder Público se atualize com os novos processos tecnológicos, de modo que a execução seja mais proveitosa com menor dispêndio".[17]
- Princípio da Modicidade Tarifária: "os serviços devem ser remunerados a preços módicos, devendo o Poder Público avaliar o poder aquisitivo do usuário para que, por dificuldades financeiras, não seja ele alijado do universo de beneficiários do serviço".[17]

Dizem respeito, as características do serviço público, à conferência de fisionomia jurídica; à pertinência com quem presta o serviço; a finalidade do instituto; e o regime jurídico diferenciado de execução.
1. Tendo por base o interesse público, os serviços públicos se estabelecem como uma meta do Estado. Assim sendo, são criados, regulamentados e fiscalizados pelo Poder Público, sem prejuízo da possibilidade de sua delegação para a iniciativa privada. É o caractere do SUJEITO ESTATAL.
2. O Estado é um ente que mira a satisfação do INTERESSE COLETIVO, subclassificado em primário, ou essencial, e secundário, ou não essencial. Defende, o professor Carvalho, que quando o interesse coletivo é essencial, o Estado deve prestá-lo na maior dimensão possível, já que está a atender as primordiais demandas sociais.

Sendo uma atividade intrinsecamente conectada ao Poder Público, é imprescindível que, salvas algumas peculiaridades referentes a práticas algumas realizadas conforme a dinâmica do setor privado, o serviço público, de uma forma geral, se submete ao REGIME DE DIREITO PÚBLICO, sendo possível aprofundamento analítico, a determinar que está sob a égide de um regime híbrido, marcado, todavia, pela preponderância inequívoca do regime jurídico de direito público. Exemplificações simplórias deste fato são a fiscalização; a supremacia do Estado na execução; e a prestação de contas.
O Brasil adotou o modelo federativo, e, por isso, atribui a cada ente federativo certas competências. Ou seja, a Constituição diz qual ente é responsável por realizar determinado serviço público. Vemos na Constituição que há competências privativas e competências comuns. As competências privativas são aquelas que apenas o ente ao qual foi designada a competência que pode realizar tal serviço, como a emissão de moeda, que é privativamente da União (art. 21, VII, CF). Já as competências comuns são aquelas que tanto a União, os Estados, os Municípios ou o Distrito Federal podem realizar, como é o caso dos serviços de saúde pública (art. 23, II, CF). Quando essa designação for desrespeitada, ou seja, quando um ente realiza uma atividade privativa de outro ente, não é raro que tal atividade seja considerada inconstitucional. Ressalta-se o critério relativo à extensão territorial dos interesses. Diante desse critério que a Constituição buscou definir quais serviços eram privativamente de determinado ente ou era de interesse comum. Se o interesse é nacional, compete à União; se é regional, aos Estados; se local, aos Municípios. Desse modo, a Constituição visa salvaguardar a autonomia dos entes federativos.
À entidade que tem a competência para prestar determinado serviço público também cabe a regulamentação. É por meio da regulamentação que a entidade criará leis e normas que definirão como determinada atividade será executada. A regulamentação garante não só o ente público competente, mas também o Prestador do serviço ou mesmo os indivíduos para os quais o serviço serve.
Além da regulamentação, é concedido ao ente competente o poder de controle sobre o serviço. O poder de controle é inerente à titularidade do serviço. Assim, não é apenas faculdade, mas dever do ente competente exercer o controle do serviço que presta. O controle pode ser interno, quando se der na relação de hierarquia do ente com os órgãos da Administração, ou externo, quando houver a figura de particulares colaboradores ou ainda de pessoas da administração descentralizada. Visa-se auferir, assim, os resultados obtidos da prestação do serviço, a forma da prestação, os benefícios sociais, necessidade de mudança, etc..

#### Formas de Execução
Conforme dispõe o professor CARVALHO FILHO, os serviços públicos podem ser executados direta ou indiretamente, pelo Estado.
Na execução direta, configura-se a forma mais básica de concretização do serviço público, na medida em que o Estado acumula as funções de titular e prestador do serviço.
Já na execução indireta, os serviços são positivados por intermédio de pessoa diversa da entidade federativa, sem que o Estado, contudo, abra mão do controle quanto à efetividade dos resultados e fiscalização. Deste modo, a atividade pode ser descentralizada de dois modos:
1. Descentralização territorial, por intermédio da qual há a transferência de funções de uma pessoa federativa a outra, ou também do poder central a coletividades locais;
2. Descentralização institucional, por intermédio da qual há a transferência do serviço do poder central a uma pessoa jurídica própria, de caráter administrativo.

É preciso, do mesmo modo, expor o surgimento e o aprimoramento de novas formas de execução dos serviços públicos, tais quais a privatização, a desestatização, as parcerias com o terceiro setor e a utilização do regime das organizações sociais.

#### Classificação dos servidores
- Agentes Públicos - Como gestor dos interesses da população, o Estado não pode agir por outro objetivo que não seja o de propiciar o bem-estar e os interesses coletivos. E para que se possa executar tais tarefas e prover tais interesses, é imprescindível que existam pessoas físicas que externem essas ações e manifestem determinada vontade, que a rigor é imputada ao próprio Estado. E são os agentes públicos, isto é, "o conjunto de pessoas que, a qualquer título, exercem uma função pública remunerada ou gratuita, definitiva ou transitória, política ou jurídica, como prepostos do Estado", como fantasticamente preceitua CARVALHO FILHO, que garantem essa execução.[17] A categoria dos agentes públicos é extremamente abrangente como nos mostra a Lei n° 8 429/92 que descreve o conceito e nos mostra a abrangência de seu sentido: "Reputa-se agente público, para efeitos desta Lei, todo aquele que exerce, ainda que transitoriamente ou sem remuneração, por eleição, nomeação, designação, contratação ou qualquer forma de investidura ou vínculo, mandato, cargo, emprego ou função nas entidades mencionadas no artigo anterior.".

Portanto, torna-se muito pertinente a subdivisão desse conceito em classificações, para melhor intelecção do seu verdadeiro sentido no Estado brasileiro atual. Dessa maneira, classificam-se os agentes públicos em: agentes políticos, agentes particulares colaboradores e servidores públicos.
- Agentes Políticos - "Agentes políticos são aqueles aos quais incumbe a execução das diretrizes traçadas pelo Poder Público. São estes agentes que desenham os destinos fundamentais do Estado e que criam as estratégias políticas por eles consideradas necessárias e convenientes para que o Estado atinja os seus fins".[17]

Essa é a definição dada por CARVALHO FILHO. Entretanto, a figura do agente político possui muitas peculiaridades, suas funções de direção e orientação, por exemplo, estão estabelecidas na Constituição, sua investidura se dá através de eleição, o que confere o direito a um mandato eletivo, que se caracteriza pela transitoriedade no exercício daquelas funções. Tais características defluem do próprio pensamento democrático e republicano.
São agentes políticos os Chefes do Executivo, os Ministros, Secretários Estaduais e Municipais, além é claro, dos membros do Poder Legislativo.
- Agentes Particulares colaboradores - Os agentes particulares colaboradores são todos aqueles que, apesar de sustentarem a condição de particular, exercem funções que podem se qualificar como públicas. Alguns exemplos são os jurados, as pessoas convocadas para serviços eleitorais, os comissários de menores voluntários, dentre outros. Além claro, dos permissionários e concessionários de serviços públicos.

- Servidores Públicos - De acordo com Maria Sylvia di Pietro "são servidores públicos, em sentido amplo, as pessoas físicas que prestam serviços ao Estado e às entidades da Administração indireta, com vínculo empregatício e mediante remuneração paga pelos cofres públicos".[6] Esses servidores desenvolvem a mais variada gama de funções, além de ser, sem sombra de dúvidas, a que possui a maior quantidade de integrantes. O abrangente campo dos servidores públicos compreende: os servidores estatutários; os empregados públicos, contratados sob o regime da legislação trabalhista e os servidores temporários, contratados por tempo determinado para atender a necessidade do interesse público.

#### Setores
Serviços públicos tendem a ser considerados tão essenciais para a vida moderna que suas provisões universais precisam ser garantidas por razões morais, e algumas estão até mesmo associadas com direitos humanos fundamentais, como acesso universal à água. Podemos identificar como serviços públicos:
- Educação
- Eletricidade
- Bombeiros
- Gás
- Saúde pública
- Militares
- Policia
- Transporte público
- Habitação social
- Telecomunicações
- Planejamento urbano
- Tratamento de resíduos sólidos
- Rede de água
- Limpeza pública
- Ruas asfaltadas
- Urbanização pública

É frequente o estado considerar um conjunto de serviços públicos como essenciais, sendo por isso regulados por quadros normativos específico que visam proteger o interesse público desses serviços. Temas relevantes na discussão e regulação dos serviços públicos essenciais são a suspensão dos serviços, por motivos de faltas de pagamento ou de greve, por exemplo; ou a regulação das condições de fornecimento e faturação desses serviços.

### Portugal
Em Portugal são serviços públicos essenciais os seguintes:
- Serviço de fornecimento de água;
- Serviço de fornecimento de energia elétrica;
- Serviço de fornecimento de gás natural e gases de petróleo liquefeitos canalizados;
- Serviço de comunicações eletrónicas;
- Serviços postais;
- Serviço de recolha e tratamento de águas residuais;
- Serviços de gestão de resíduos sólidos urbanos.